# Grand Étang (Cap-Breton)
Pour les articles homonymes, voir Grand Étang.

Le Grand Étang apparaît au bas de cette carte de Chéticamp.

Le Grand Étang est un étang situé entre la ville de Chéticamp et le village de Saint-Joseph-du-Moine, sur l'île du Cap-Breton en Nouvelle-Écosse (Canada). L'étang mesure plus de deux kilomètres de long et un port est aménagé à son embouchure dans le golfe du Saint-Laurent. L'étang a donné son nom au hameau de Grand-Étang situé à son embouchure.

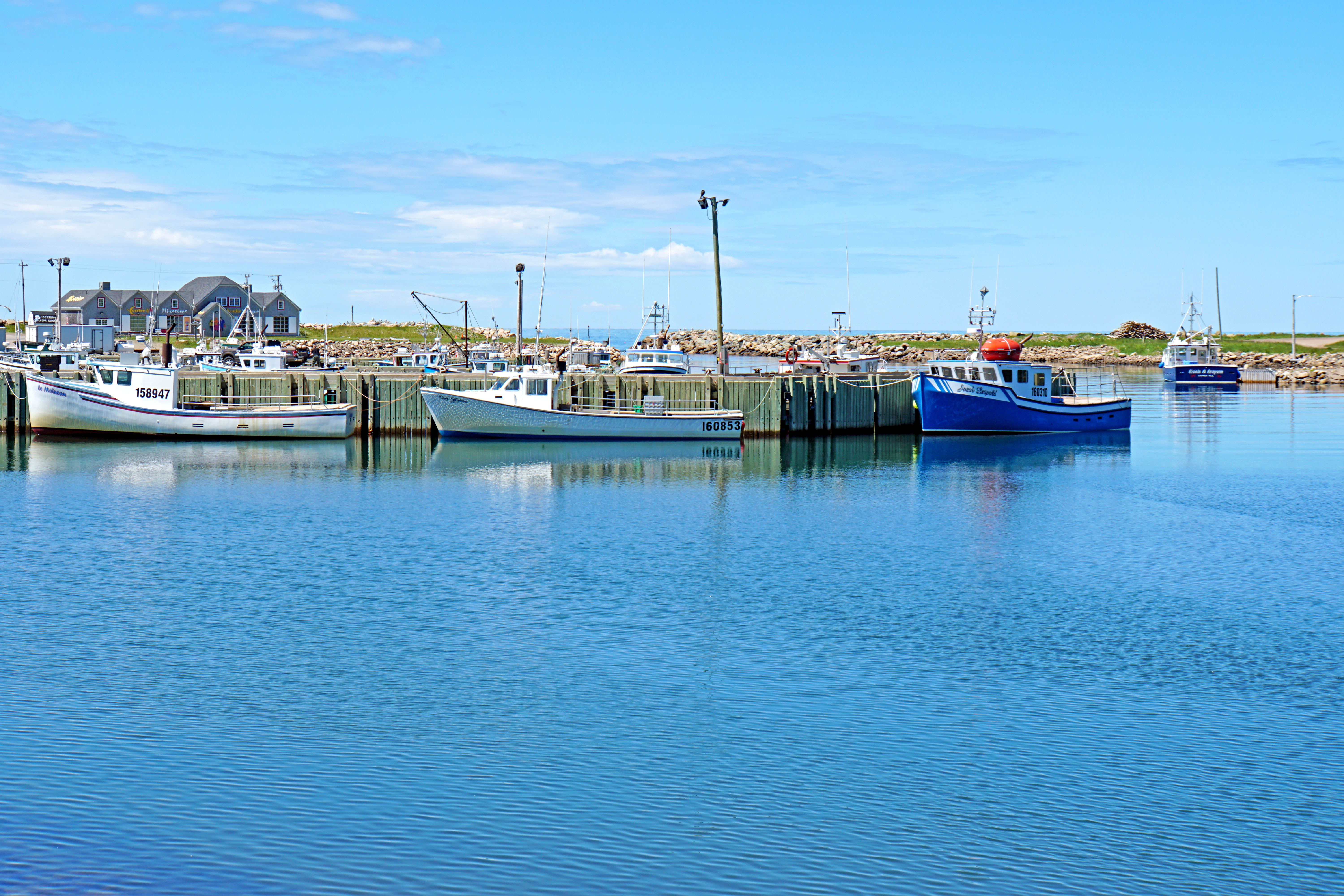
Port Grand-Etang